# Симао, Михо
Михо Симао (яп. 島尾ミホ Симао Михо, 24 октября 1919 года — 25 марта 2007 года) — японская писательница. Лауреат премии Тосико Тамуры за «Жизнь и смерть на берегу моря» (海辺の生と死, 1974). Др. соч.: сборники рассказов «Мацуриура» (祭り裏) и «В ту ночь» (その夜). В своих отталкивающихся от повседневности островной жизни Амами рассказах Михо Симао обращается к фундаментальным вопросам человеческого существования. Супруга Тосио Симао, прототип героини его главной работы «Жало смерти» и ряда других произведений.

## Жизнь и творчество
Родилась на острове Какэрома архипелага Амами (относится к преф. Кагосима) в семье норо (островной жрицы, мико), к судьбе которой с детства готовилась и сама. Подрабатывала помощницей учителя в местной школе. В последние военные годы, когда на острове был размещён японский штурмовой отряд специального назначения, познакомилась с Тосио Симао, назначенным тогда командиром эскадры лодок-камикадзе синъё и снискавшим особое уважение местных жителей в преддверии ожидавшихся решающих сражений (по статусу Симао фактически был приравнен к островным божествам). После окончания войны в 1946 году они поженились. В 1952 году вместе с супругом переехала в Токио, пребывание где, однако, оказалось непродолжительным: после скандала, связанного с внебрачными отношениями мужа, начиная с 1954 года стала страдать тяжёлой душевной болезнью. Исцелению Михо и возрождению отношений способствовало возвращение семьи на Амами в 1955 году. По мотивам этой семейной драмы Тосио Симао написано его главное произведение «Жало смерти», одно из ключевых событий послевоенной японской литературы.
В 1970-х годах дебютировала сама как писательница. Наибольшую известность получил написанный на основе воспоминаний из своего детства и юности сборник рассказов «Жизнь и смерть на берегу моря» (海辺の生と死, 1974). Признанию книги и присуждению её премии Тамуры активно способствовал Тайдзюн Такэда. Со дня смерти Тосио Симао в 1986 году и до своих последних дней продолжала носить траурную одежду. После ухода из жизни мужа способствовала публикации его дневника, вышедшего под заголовком «Дневник „Жала смерти“» (『死の棘』日記), и других ценных материалов.
В 2000 году режиссёром Александром Сокуровым был снят документальный фильм «Dolce, нежно», посвящённый Михо Симао. Скончалась 25 марта 2007 года в результате геморрагического инсульта в своём доме в Амами, где после смерти дочери Маи (1950—2002) жила одна.